# Домброва (Ченстоховський повіт)
Домброва (пол. Dąbrowa) — село в Польщі, у гміні Конецполь Ченстоховського повіту Сілезького воєводства.
Населення — 66 осіб (2011).
У 1975-1998 роках село належало до Ченстоховського воєводства.

## Демографія
Демографічна структура станом на 31 березня 2011 року:
|          | Загалом | Допрацездатний вік | Працездатний вік | Постпрацездатний вік |
| -------- | ------- | ------------------ | ---------------- | -------------------- |
| Чоловіки | 37      | 5                  | 28               | 4                    |
| Жінки    | 29      | 7                  | 14               | 8                    |
| Разом    | 66      | 12                 | 42               | 12                   |